# Eoophyla peribocalis
Eoophyla peribocalis is een vlinder uit de familie van de grasmotten (Crambidae), uit de onderfamilie van de Acentropinae. De wetenschappelijke naam van deze soort is voor het eerst gepubliceerd in 1859 door Francis Walker.
De lengte van de voorvleugel bedraagt bij het mannetje 12,5 millimeter en bij het vrouwtje 13,5 tot 16,5 millimeter.
De soort komt voor in Jemen, China, India, Sri Lanka en Vietnam.